# 15387 Hanazukayama
15387 Hanazukayama è un asteroide della fascia principale. Scoperto nel 1997, presenta un'orbita caratterizzata da un semiasse maggiore pari a 2,4400167 UA e da un'eccentricità di 0,1809546, inclinata di 12,54892° rispetto all'eclittica.